# 製茶

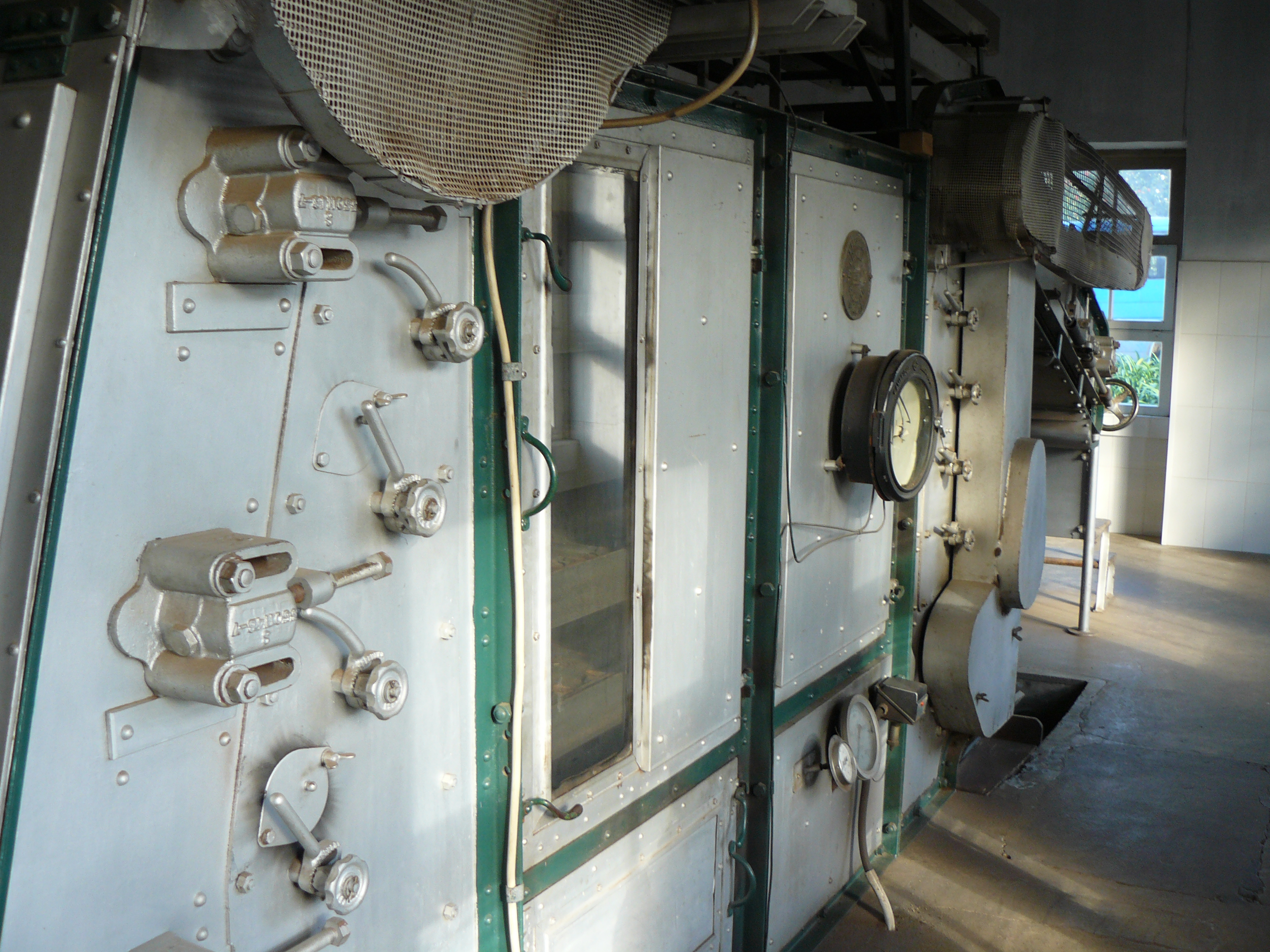
乾燥工程

製茶（せいちゃ）とは、茶を製造・加工することである。

## 概要

### 日本茶の製茶
地場産の番茶などを除き、一般的な煎茶は荒茶までの工程を茶農家が行い、各茶農家から買い集めた荒茶を茶商（製茶メーカー）が仕上げ茶に加工する。
煎茶の仕上げ茶を製造する工程は以下のようになる。
火入れ荒茶を乾燥させ風味を向上させる。選別した後に火入れを行う場合もある。
ふるい分け、切断不揃いな茶葉を整形する。
選別、木茎分離茎や木を取り除き、粉茶や茎茶などの出物と呼ばれる茶葉を選別する。
合組茶葉を商品の特性に合わせてブレンドし、梱包、出荷する。
ほうじ茶や玄米茶は合組後に手を加えて作られる。

## 製茶メーカー

### 日本の主な製茶メーカー
- 愛国製茶
- あいや
- 磯田園製茶
- 市川園
- 一心商事
- 伊藤園
- ウエシマコーヒー
- 宇治田原製茶場
- 宇治の露製茶
- 内野製茶
- 近江製茶
- 大隈製茶
- 大塚製茶
- お茶の牧農園
- 鎌田茶業
- 上林春松本店
- 川原製茶
- 祇園辻利
- 菊川製茶
- 共栄製茶
- 玉林園
- 玉露園食品工業
- 神戸紅茶
- 佐倉製茶
- 佐々木製茶
- 佐藤園
- 下堂園
- 寿老園
- 杉本製茶
- 竹沢製茶
- 土倉
- 綱島園
- 天仁製茶
- 東京狭山茶農業協同組合
- 日本製茶
- 萩原製茶
- 浜佐園
- ハラダ製茶
- 福寿園
- 放香堂
- 升半茶店
- マルカブ佐藤製茶
- 丸山園本店
- 丸山製茶
- 美笠園
- 三井農林
- 妙香園
- 山本山

## 関連人物
- 粟倉大輔
- 中村順行